# Kevin (Montana)
Kevin és una població dels Estats Units a l'estat de Montana. Segons el cens del 2000 tenia 178 habitants.

## Demografia
Segons el cens del 2000, Kevin tenia 178 habitants. La densitat de població era de 197,6 habitants per km².
Cap de les famílies estaven per davall del llindar de pobresa.

## Poblacions més properes
El següent diagrama mostra les poblacions més properes.